# Kaukonahua
Der Kaukonahua ist ein 53 Kilometer langer Fluss auf der Insel Oʻahu, die zu Hawaii gehört. Seine beiden Quellflüsse strömen in den Lake Wilson, von dem aus der Kaukonahua in nordwestlicher Richtung fließt und bei Waialua in den Pazifik mündet. Er ist der längste Fluss der Inselgruppe.